# احمد خلیفه (بازیکن فوتبال اهل مصر)
احمد خلیفه (انگلیسی: Ahmed Khalifa؛ زادهٔ ۲۳ مارس ۱۹۸۵) یک بازیکن فوتبال اهل مصر است.

## باشگاهی
از باشگاه‌هایی که در آن بازی کرده‌است می‌توان به باشگاه ورزشی اسماعیلی اشاره کرد.

## تیم ملی
وی همچنین در تیم‌های ملی فوتبال زیر 20 سال مصر و زیر 23 سال مصر بازی کرده است.